# Suisei no Gargantia
Suisei no Gargantia (jap. 翠星のガルガンティア Suisei no Garugantia) – shōnen-manga z gatunku fantastyki naukowej, autorstwa Wataru Mitogawy. Jest wydawana od 10 stycznia 2013 przez Kadokawa Shoten w magazynie Newtype Ace. Na jej podstawie w 2013 roku powstało także 13-odcinkowe anime zrealizowane przez studio Production I.G. Jego premiera miała miejsce 7 kwietnia, natomiast zakończenie 30 czerwca 2013 roku.

## Fabuła
W odległej przyszłości lądy na Ziemi już nie istnieją, a ludzie żyją na skupiskach statków zwanych flotami. W kosmosie toczy się walka pomiędzy Galaktycznym Aliansem Ludzkości a stworami zwanymi „Hidiaasu”. Ledo, 16-letni pilot jednego z mechów o nazwie Chamber po przegranej walce zostaje zahibernowany. Budząc się stwierdza, że znajduje się na Ziemi, na jednej z flot zwanej Gargantia. Pomimo początkowej niechęci władz wkrótce zaprzyjaźnia się z 15-letnią listonoszką – Amy i z 20-letnim poszukiwaczem skarbów – Pinionem.

## Obsada
Lista dubbingowanych postaci:
- Kaito Ishikawa – Ledo
- Hisako Kanemoto – Amy
- Tomokazu Sugita – Chamber
- Shizuka Ito – Bellows
- Katsuyuki Konishi – Pinion
- Sayaka Ohara – Ridget
- Ai Kayano – Saaya
- Kana Asumi – Melty
- Yuka Terasaki – Bebel
- Hideaki Tezuka – Fairlock

## Odbiór
W 2014 roku anime zostało nominowane do Seiun Award w kategorii najlepsza seria science-fiction. Recenzenci polskojęzycznego serwisu tanuki.pl wystawili anime ocenę 9/10, natomiast redakcja oceniła je na 7/10.
Od 7 czerwca 2013 wydawany jest spin-off mangi pt. Suisei no Gargantia: Mizuhana no Bellows opowiadający historię Bellows – jednej z drugoplanowych postaci oryginalnej historii. Powstała także seria light novel, wydawanych od 20 maja 2013 przez wydawnictwo Nitroplus.